# Lagunaltepec
Lagunaltepec är en ort i Mexiko.   Den ligger i kommunen Atlixtac och delstaten Guerrero, i den sydöstra delen av landet, 240 km söder om huvudstaden Mexico City. Lagunaltepec ligger 1 878 meter över havet och antalet invånare är 269.
Terrängen runt Lagunaltepec är bergig västerut, men österut är den kuperad. Runt Lagunaltepec är det ganska glesbefolkat, med 42 invånare per kvadratkilometer. Närmaste större samhälle är Caxitepec, 0,21 km öster om Lagunaltepec. I omgivningarna runt Lagunaltepec växer huvudsakligen savannskog.